# Corythucha eriodictyonae
Corythucha eriodictyonae är en insektsart som beskrevs av Henry Fairfield Osborn och Drake 1917. Corythucha eriodictyonae ingår i släktet Corythucha och familjen nätskinnbaggar. Inga underarter finns listade i Catalogue of Life.